# حي العصبة
حي العصبة يقع جنوب غرب مسجد قباء في المدينة المنورة في السعودية.

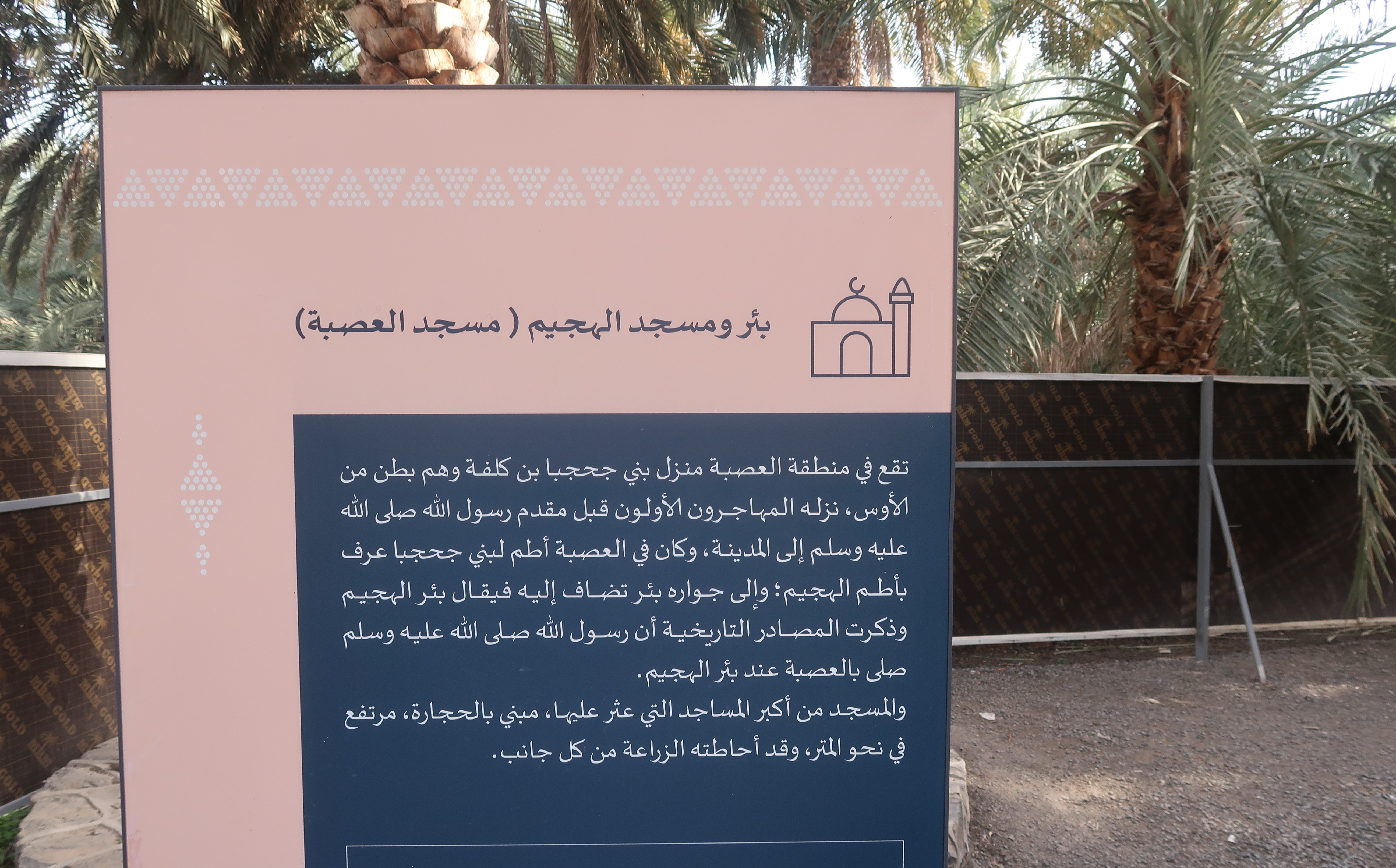
لوحة تعريفية، مسجد العصبة، المدينة المنورة

وهذا الاسم قديم ويسكن فيها قبائل بني عوف ويوجد بها عدة آثار وأماكن زارها النبي ﷺ وبيوت الصحابة ومنها بئر عذق ويسمى حاليا ببستان المستظل وكذلك يوجد مسجد بنو أنيف والمسمى بمسجد الصبح وقد صلى فيه النبي وكذلك يوجد مسجد النور أو الشمس أو العصبة وبجواره بئر ينبض بالماء العذب وكذلك يوجد فيها نخيل بأنواع من التمور وأهما عجوة العالية.